# Zvenyika Makonese
Zvenyika Makonese (Chiredzi, 7 luglio 1977) è un ex calciatore zimbabwese, di ruolo difensore.

## Carriera

### Club
Dopo aver trascorso tre anni in Zimbabwe, dal 2001 al 2004, nello Shabanie Mine Zvishavane, Makonese è passato al Santos Cape Town in Sudafrica. Al Santos è rimasto cinque anni, prima di essere ceduto ad un'altra società sudafricana, gli Orlando Pirates.

### Nazionale
Con la maglia della nazionale dello Zimbabwe ha disputato 30 partite senza mai segnare.